# Cavall banyegat
Cavall banyegat és un dibuix de realitzat per Pablo Picasso el 1917 amb un llapis grafit sobre tela amb imprimació ocre i que actualment forma part de la col·lecció permanent del Museu Picasso de Barcelona. Es mostra a la Sala 10 de la col·lecció permanent del museu. L'obra va ingressar al museu el 1970 amb el codi de registre MPB 110.012, gràcies a una donació de l'artista.

## Descripció
Des de la infantesa i al llarg de tota la seva vida, Picasso és un gran aficionat a les curses de braus. No és d'estranyar, doncs, que el tema de la corrida aparegui abundantment a la seva obra.
El cavall és qui centra aquí l'atenció de l'artista. Un cavall esventrat, agonitzant, vessant un doll de sang. Sol davant la mort, l'animal es va desplomant fins a caure de genolls, tot alçant el cap mirant amunt amb l'ull fix, expressant un sofriment que impacta l'espectador.
Amb un traç ferm i vigorós fet al carbonet damunt un llenç sèpia, Picasso modela la figura de l'animal amb una qualitat formal exquisida i amb un marcat expressionisme.
Es pot veure aquí ja la figura que 20 anys després reapareixeria amb tanta força: Cavall banyegat és un clar precedent del Guernica, en els primers dibuixos del qual, el cavall també apareixia desplomat.
L'obra forma part de la donació de l'artista el 1970 a la ciutat.
A la seva arribada al Servei de Restauració dels Museus d'Art, va ser sotmesa a un procés de neteja del quadre i desinfecció de fongs. Variacions tèrmiques, humitat
relativa de l'aire, gasos, àcids i pols havien provocat múltiples taques de diferents mides en el revers del llenç que traspassaren a l'anvers a les capes de preparació. Un acurat procés de restauració així com un rigorós control preventiu permanent quant a les condicions de climatologia i d'il·luminació han possibilitat la recuperació de l'obra i la seva exposició al públic, tot alternant períodes de descans.